# Villa Montmorency
Pour les articles homonymes, voir Montmorency.
Ne doit pas être confondu avec Boulevard de Montmorency, Avenue de Montmorency ou Rue de Montmorency.
La villa Montmorency est une villa (résidence fermée), située sur une butte du quartier d'Auteuil dans le 16e arrondissement de Paris. 
Créée au milieu du XIXe siècle, elle compte plus d'une centaine de maisons, où résident plusieurs personnalités du show-business, du monde politique et des affaires. Des anonymes y vivent aussi. Elle est surveillée,,.

## Situation et accès

Plan de la villa Montmorency.

La villa Montmorency est un quartier privé situé au sein du 16e arrondissement de Paris. Elle est longée par la rue Poussin au sud, la rue Bosio au sud-est, la rue Raffet au nord-est et le boulevard de Montmorency au nord-ouest. Elle se trouve près du bois de Boulogne et de l'hippodrome d'Auteuil.
Six avenues privées la parcourent : 
- l'avenue de Montmorency ;
- l'avenue du Square ;
- l'avenue de Boufflers ;
- l'avenue des Sycomores ;
- l'avenue des Tilleuls ;
- et enfin l'avenue des Peupliers.

L'entrée principale est située no 12 rue Poussin ; il y a deux accès secondaires aux nos 53 et 93 boulevard de Montmorency et un autre no 27 rue Pierre-Guérin. 
Hormis l'accès de la rue Poussin, il est impossible de voir l'intérieur en faisant le tour, la villa étant ceinturée d'immeubles, de maisons et de hauts murs.
Elle est desservie à proximité par les lignes 9 et 10 à la station Michel-Ange - Auteuil.

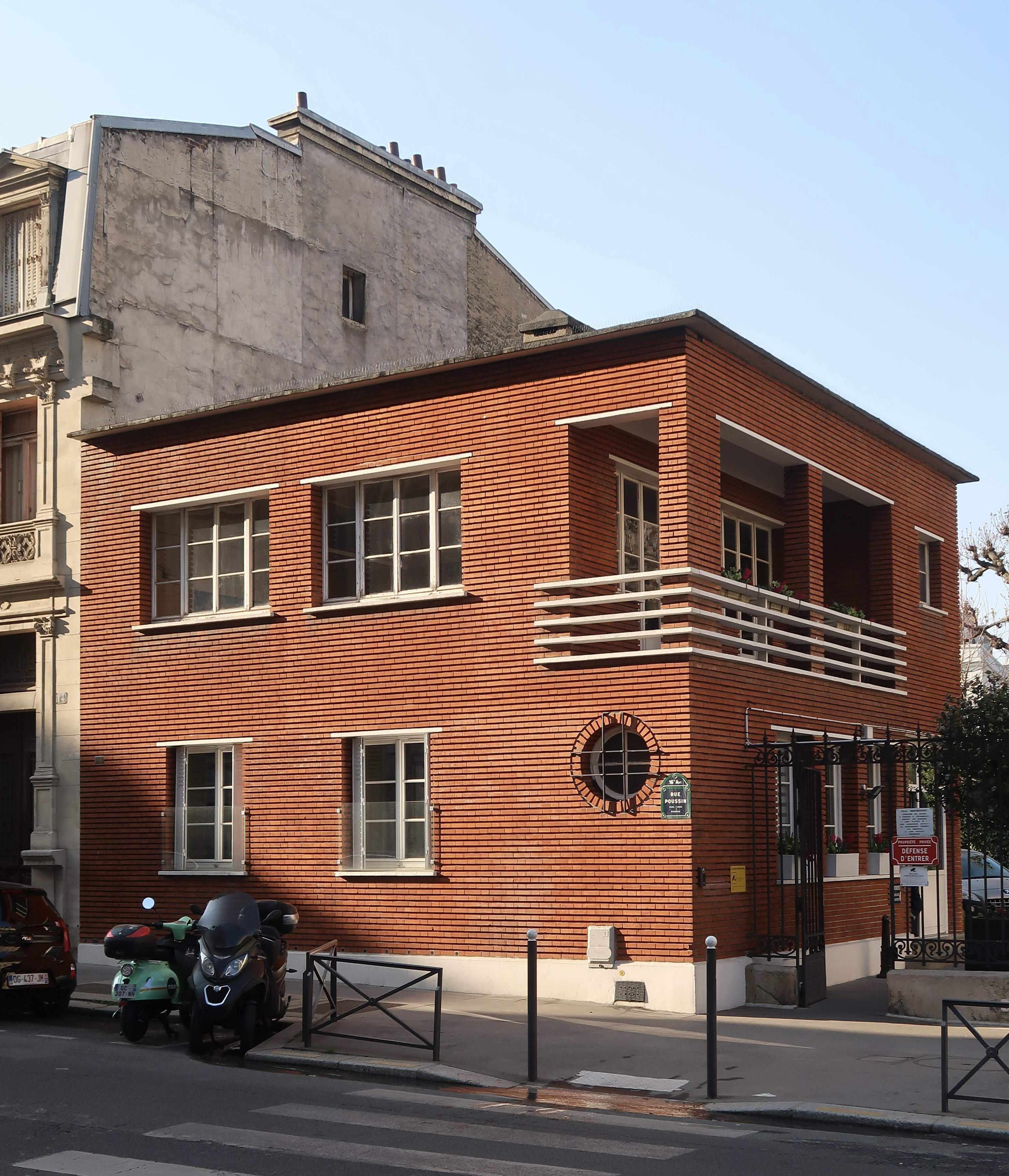
Pavillon d'entrée.
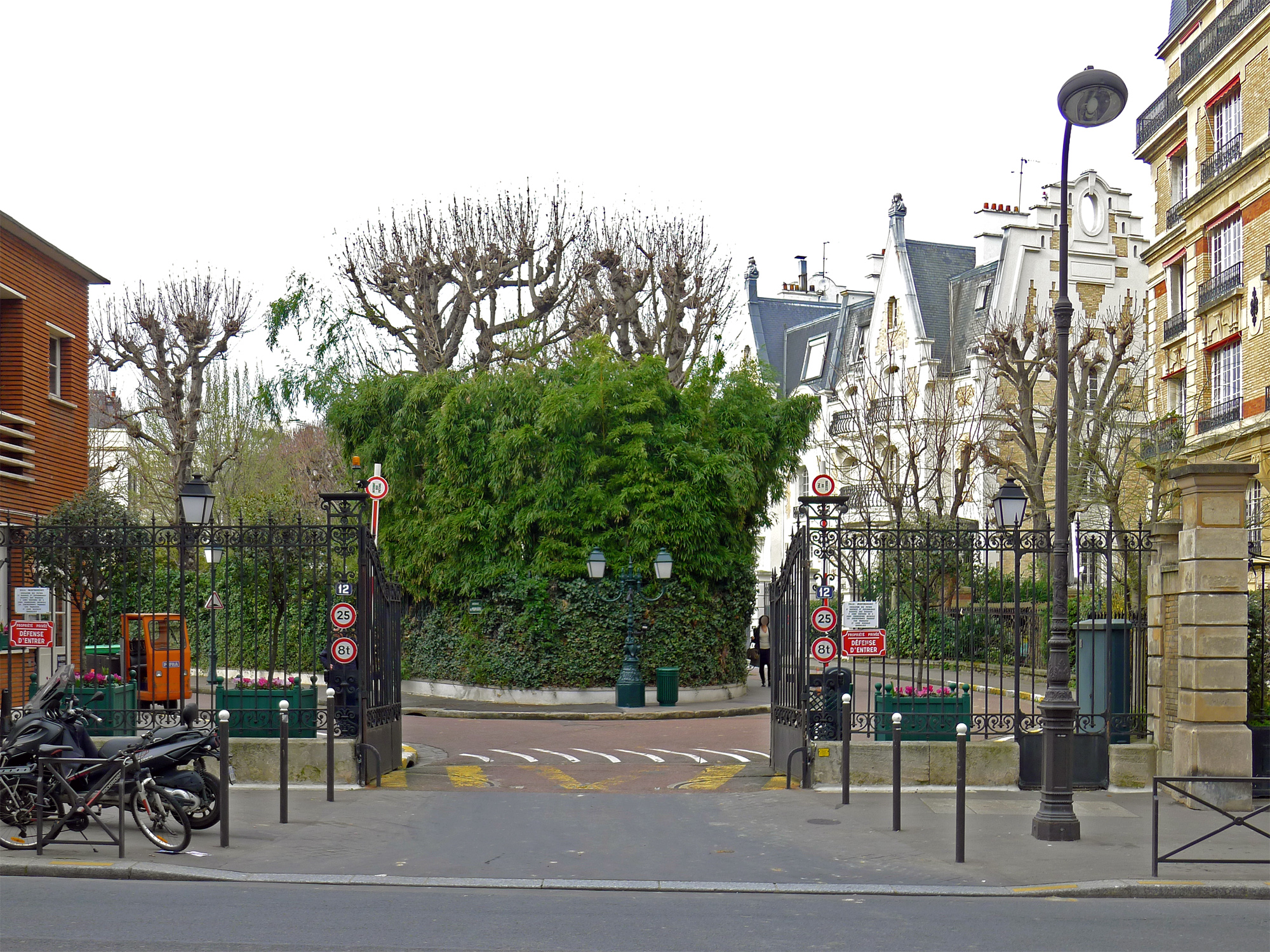
Entrée de la villa Montmorency rue Poussin.
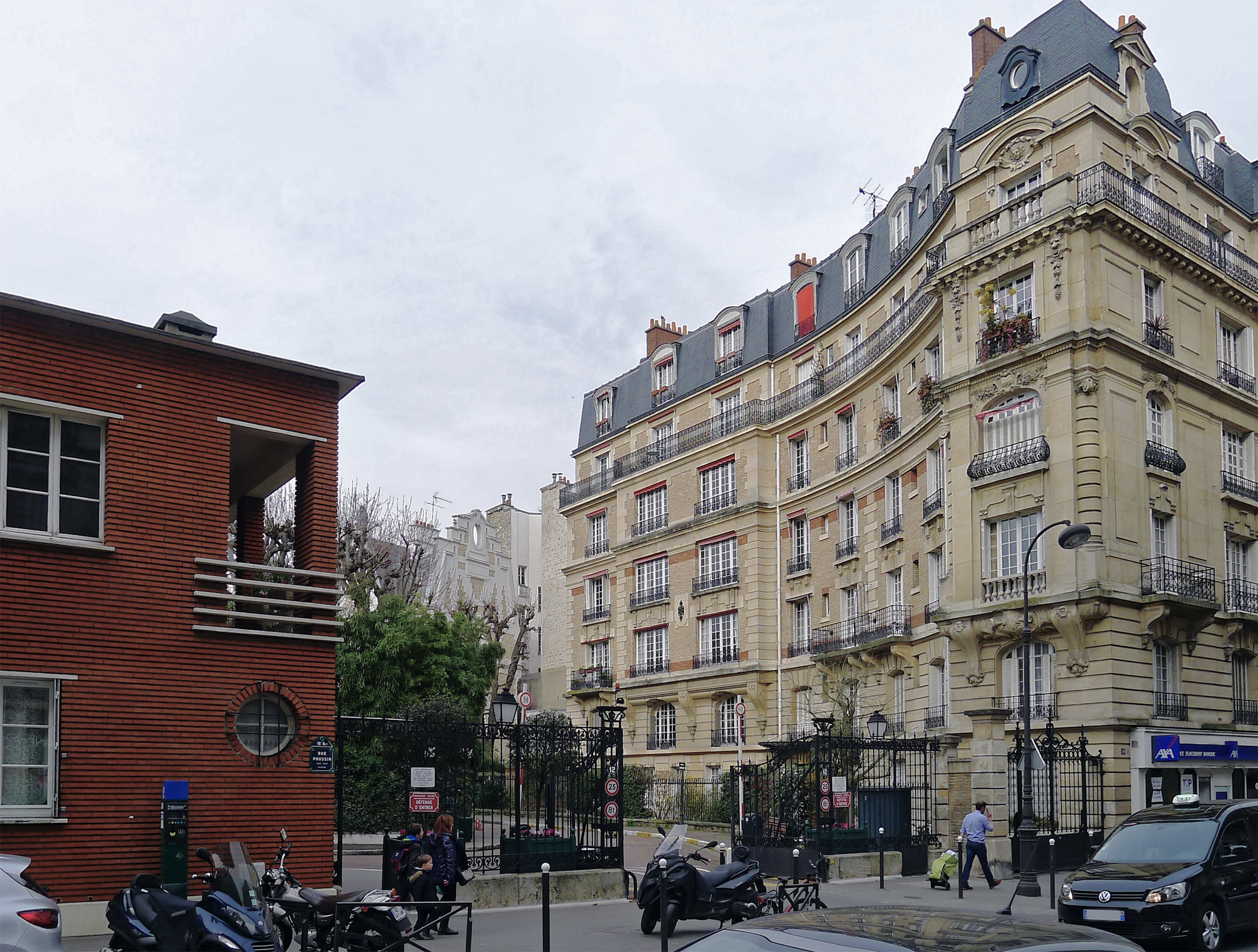
Entrée de la villa Montmorency rue Poussin.
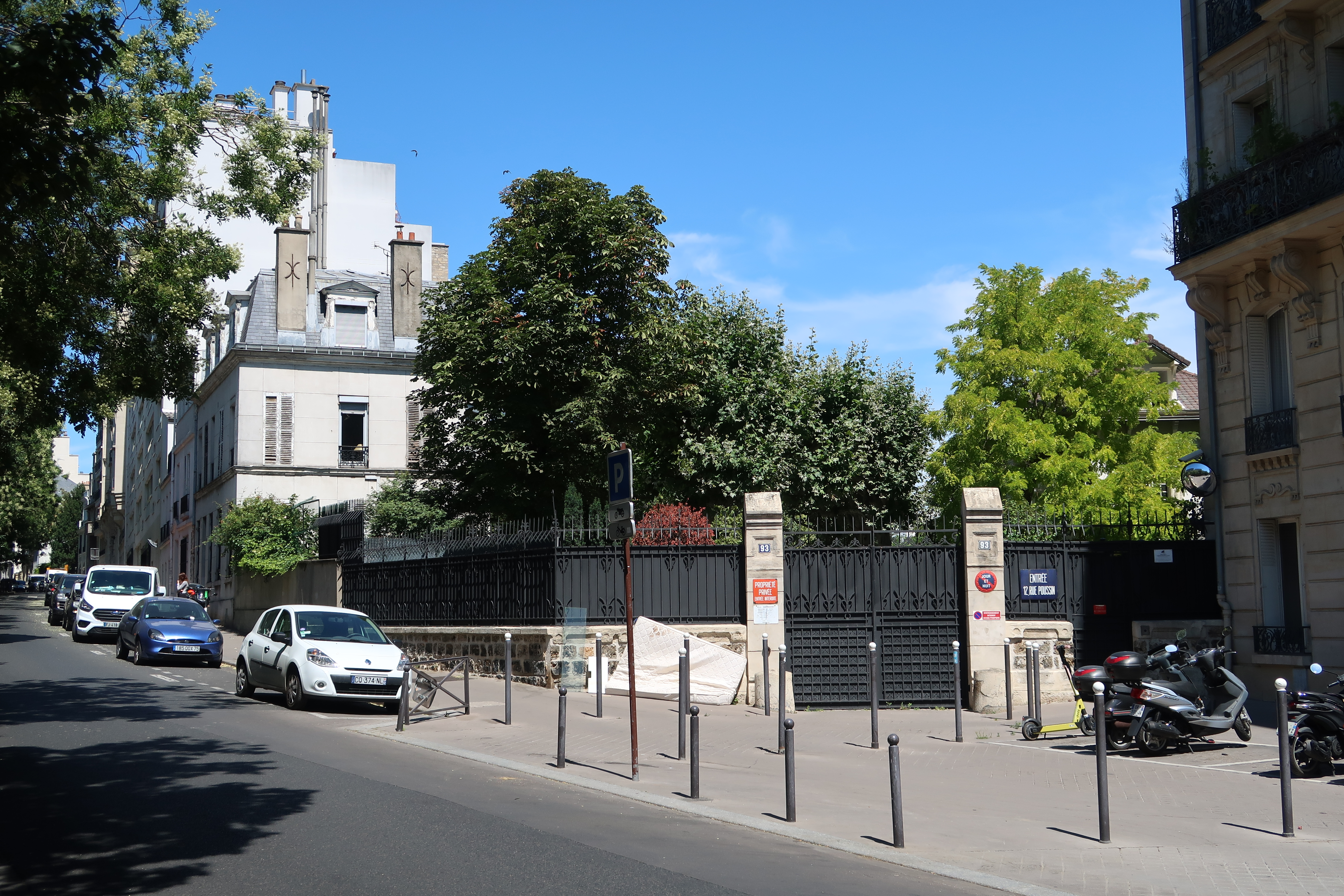
93 boulevard de Montmorency.
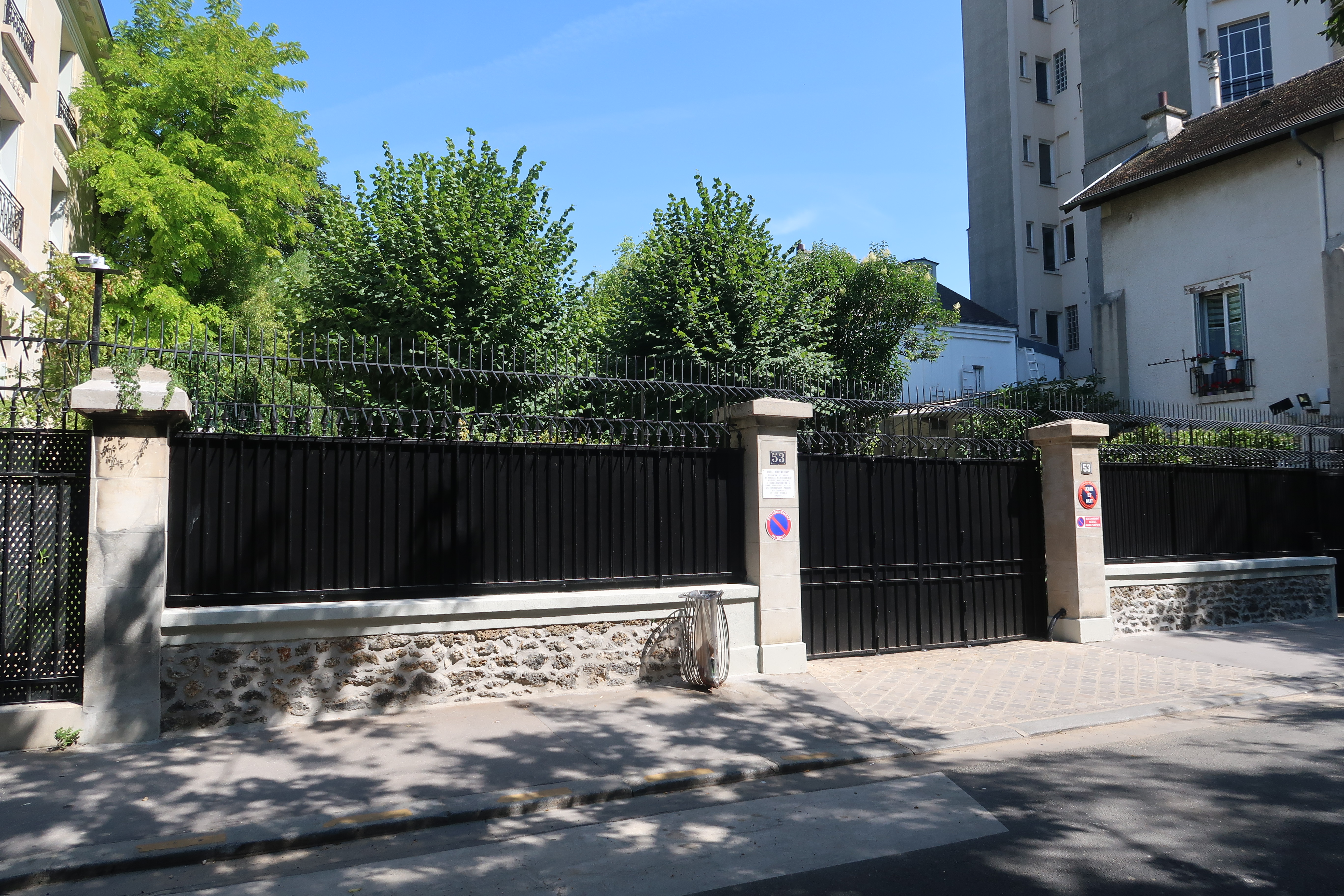
53 boulevard de Montmorency.

## Fonctionnement

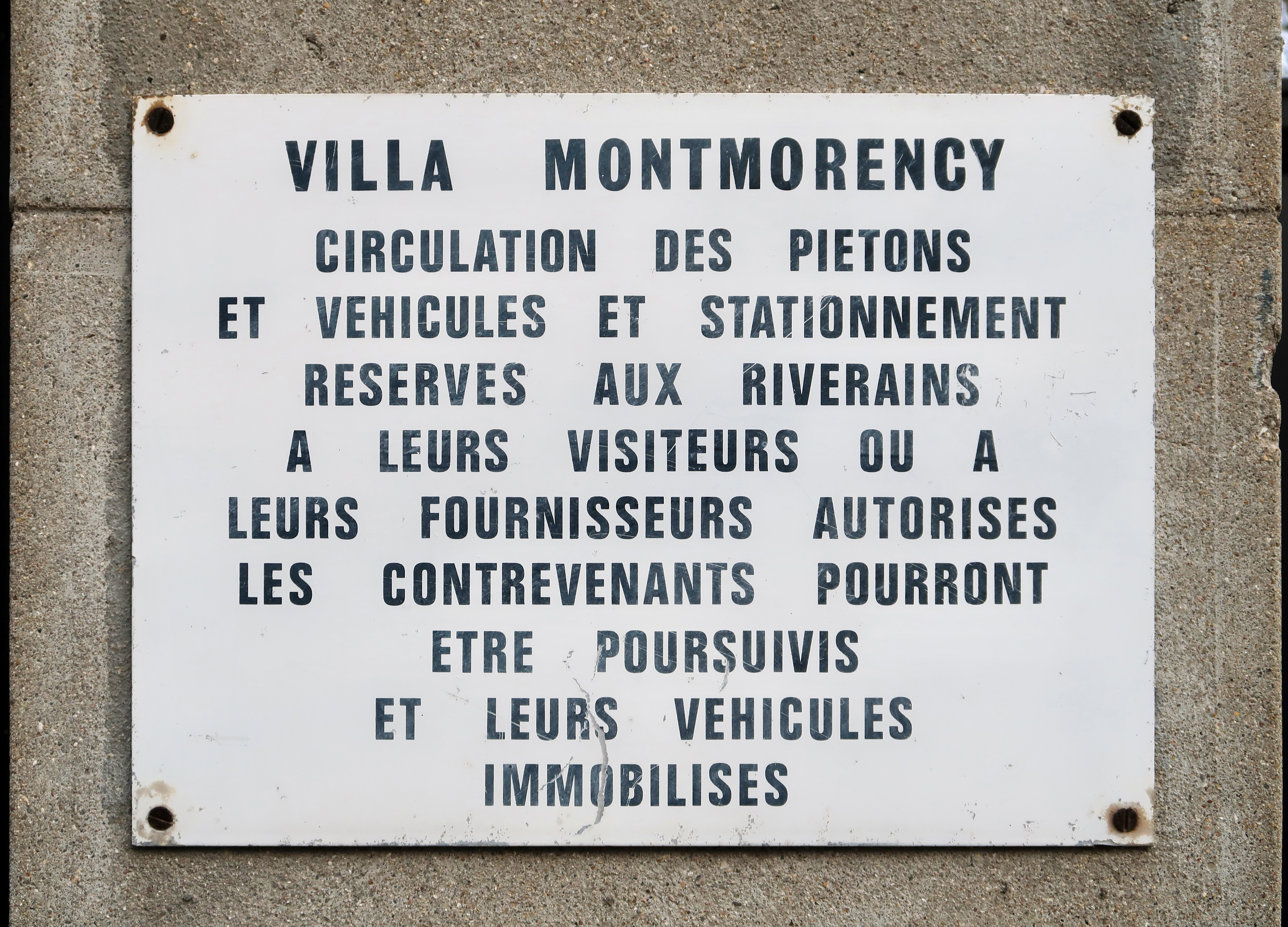
Panneau d'avertissement.

La villa est une résidence fermée. Le règlement de 1853 indiquait qu’elle abritait des « maisons unifamiliales de campagne et d'agrément » ; il s'agit de nos jours de résidences de luxe et d'hôtels particuliers. 
Le premier règlement interdit l'accès des lieux aux « individus tenant guinguette ou bal public […] et aux femmes de mauvaise vie ». 
Cet espace privé a des règles de copropriété strictes et contraignantes définies dans le cadre d'une association syndicale qui gère l'ensemble depuis 1853 (interdiction pour les employés de maison d'entrer avec un véhicule, interdiction de diviser les villas en plusieurs locations — chaque maison doit faire au minimum 150 m2, les plus grandes atteignant les 1 000 m2 —, hauteur maximale de neuf mètres pour les maisons, harmonisation obligatoire des façades, etc.).
À l'entrée de la villa Montmorency, des gardiens, présents 24 heures sur 24, contrôlent l'accès en vérifiant les permissions. Une équipe y effectue par ailleurs des rondes, fait unique dans la capitale. Des caméras de surveillance sont installées et plusieurs panneaux rappellent qu'il est interdit d'y pénétrer sous peine de poursuites,.
Afin de ne pas déranger les résidents, la vitesse est limitée à 25 km/h et l'enlèvement des ordures est réalisé avec des bennes électriques,.
Selon le géographe Renaud Le Goix, « la villa Montmorency est certainement la forme la plus aboutie d'enclosure dans Paris intra-muros ».

## Historique

### Le château de Boufflers
La villa Montmorency est aménagée au cours des années 1850, sur un site historiquement occupé par le château de Boufflers,.
Ce domaine de 10 hectares était délimité par les actuelles rue d'Auteuil, rue Jean-de-La-Fontaine, rue Pierre-Guérin, rue Raffet et le boulevard de Montmorency. Il comprenait un grand parc à l'anglaise. L'entrée du château se trouvait au niveau de l'actuel no 60 de la rue d'Auteuil. En 1515, il portait le nom de « domaine Macheo ». En 1656, il appartient au conseiller du roi et directeur des finances royales Étienne d'Aligre. Il passe ensuite à sa femme puis à son fils, le chanoine Léon-Louis Rouillé, lequel le lègue à sa nièce, Anne-Marie Rouillé, femme du conseiller d'État Louis de Bernage. En 1738, elle le vend à Davasse de Saint-Amarand, receveur général des finances. Il fait de même en 1750 au profit du receveur des rentes, du Brocard de Barillon. Le château possède alors une chapelle.

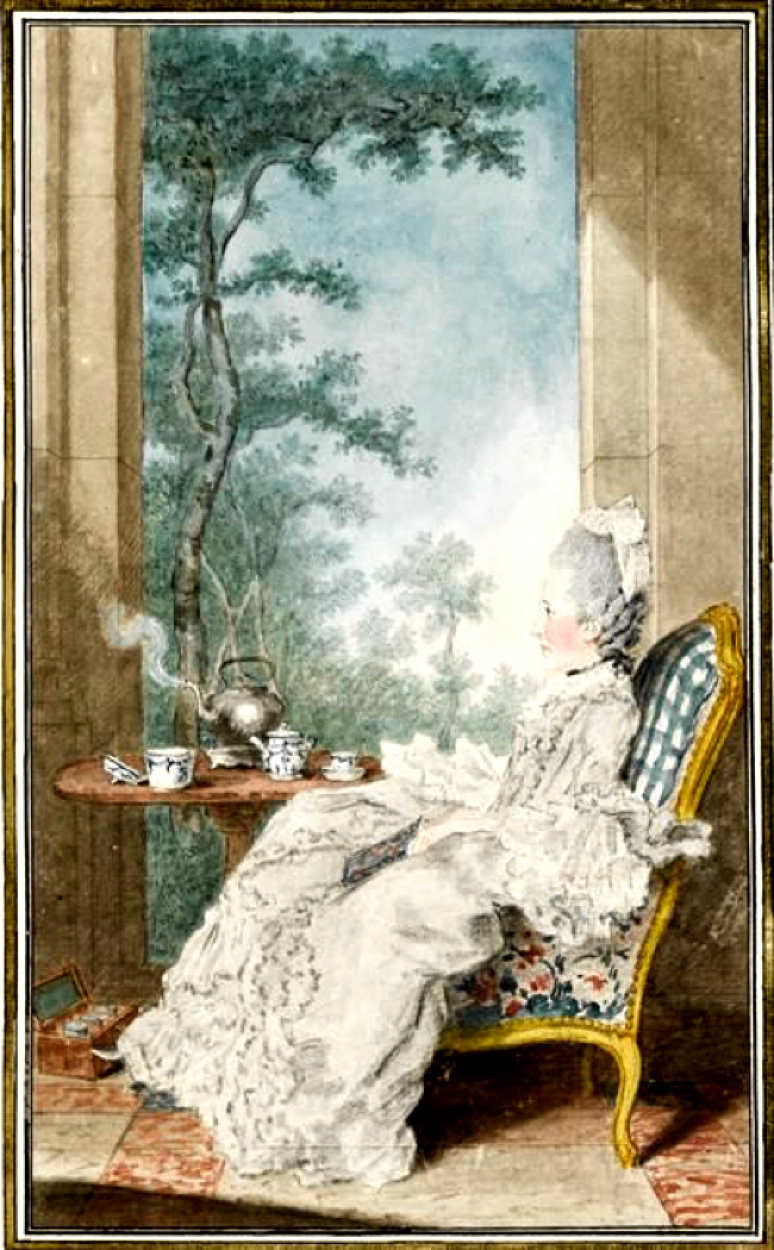
La comtesse de Boufflers.

En 1773, la comtesse de Boufflers-Rouverel l'acquiert. Veuve, elle est la dame d'honneur de la duchesse d'Orléans et la maîtresse de son frère, le prince de Conti. À la mort de ce dernier en 1776, elle se retire à Auteuil avec sa belle-fille Amélie, où elle transfère le salon qu'elle tenait jusque là au Temple et où elle reçoit de nombreuses personnalités intellectuelles et financières, comme Marmontel, Rivarol, Turgot, Madame de Staël et Cabanis, ainsi que la reine Marie-Antoinette. Sous la Terreur, les « dames de Boufflers » sont arrêtées entre janvier et octobre 1794. Elles sortent ruinées de la Révolution et se voient contraintes de louer leur château à Talleyrand. Sous le Directoire, les pelouses sont reconverties en champs de blé. La comtesse meurt en 1800. Sa belle-fille, toujours désargentée, déménage ailleurs dans le quartier, au no 14 de la Grande-Rue (actuelle rue d'Auteuil), où elle meurt en 1825. Le domaine de Boufflers, lui, est acquis en 1819 par le diplomate Maximilien Gérard de Rayneval, qui le revend en 1822 à la duchesse de Montmorency,.

### Création de la villa, évènements et mutations

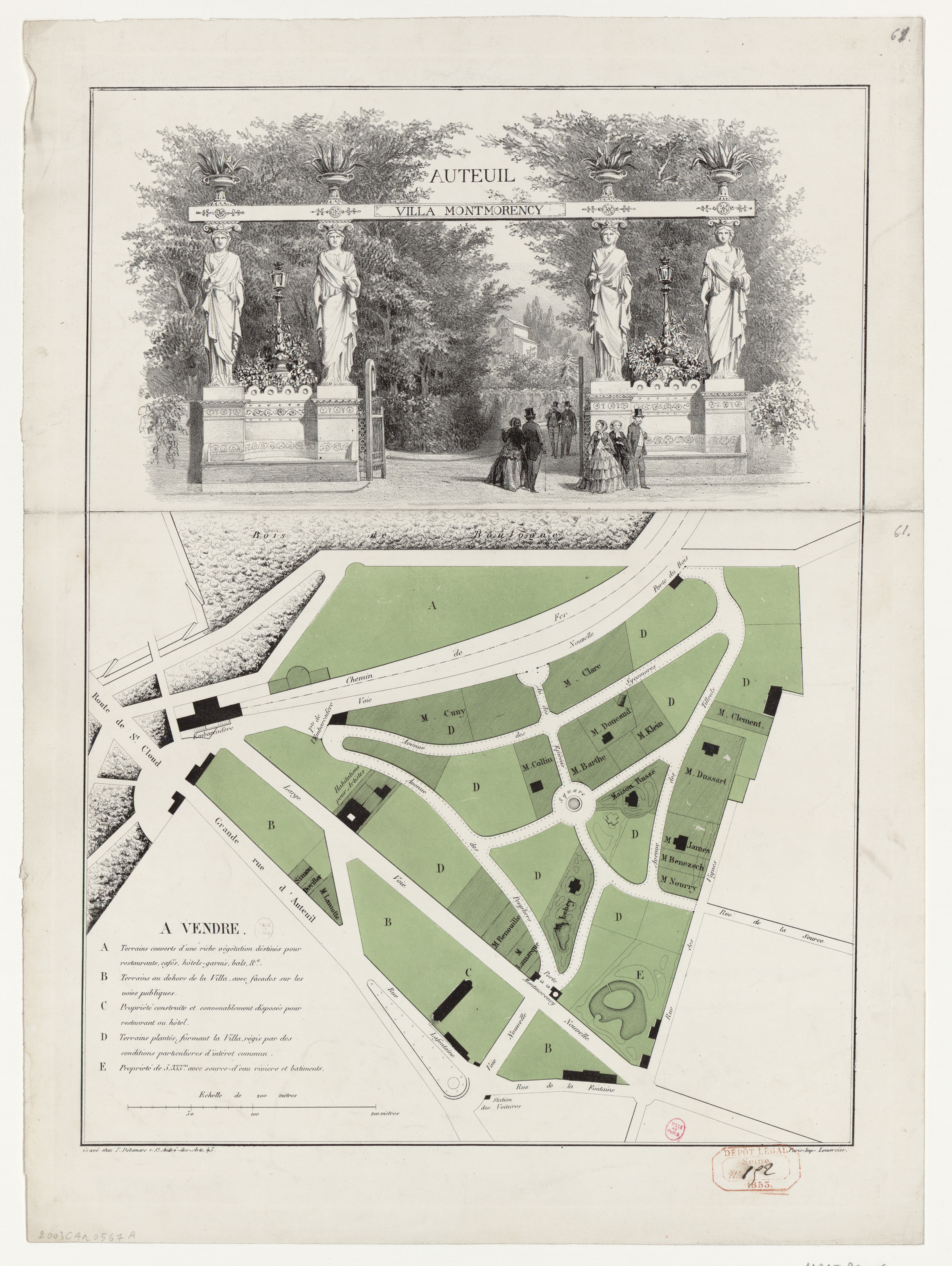
Plan de la Villa à sa création.

En 1852, la Compagnie du chemin de fer de Paris à Saint-Germain des frères Pereire rachète la propriété à la famille de Montmorency. Le château disparaît et le terrain est morcelé afin de permettre la construction du chemin de fer d'Auteuil et la gare du même nom. Le quartier est alors encore peu urbanisé. Autour, des rues sont percées et la création d'un projet immobilier est décidé sur une parcelle de l'ancien domaine. Ce sera la « villa Montmorency », qui conserve ce nom prestigieux pour attirer une clientèle huppée. Le lotissement est prévu pour se trouver sur la partie pentue de l'ancien parc, afin de dégager la vue des résidences. Dès l'origine, le site est muré,,,.
Les six avenues de la villa Montmorency sont ouvertes les années suivantes et les travaux durent jusqu'en 1860, d'après les plans de l'architecte Théodore Charpentier. Ces allées arborées se rejoignent sur une place centrale, où est installée une fontaine. La villa compte 50 lots à l'origine, 106 en 1977 et environ 120 maisons de maître actuellement,. Leur style architectural rappelle généralement celui des résidences balnéaires de Deauville ou d'Arcachon fin XIXe siècle,. Chacune dispose d'un jardin.
Le 15 septembre 1918, durant la Première Guerre mondiale, une bombe explose dans la villa Montmorency, sur le no 12 avenue des Tilleuls, lors d'un raid effectué par des avions allemands.
C'est à partir des années 1970 que des personnalités du monde du spectacle commencent à y vivre, rejointes à partir des années 1980 par des grands entrepreneurs et leur famille, le caractère fermé de la villa s'accentuant avec la montée des prix de l'immobilier dans les années 2000. Ceux-ci sont très élevés dans ce lotissement (de 12 000 à 20 000 euros le m² en 2020, soit de 3 à 50 millions d'euros par bien), du fait des nombreuses maisons à l'architecture remarquable qui le composent et surtout de son caractère privé, qui en fait un refuge pour les grandes fortunes. 
Les ventes, quatre à cinq par an en moyenne, ont généralement lieu discrètement, sans annonce publiée. La villa est toutefois également habitée par des petits propriétaires qui refusent de voir leurs charges augmenter inconsidérément.
Si la sécurité est assurée par un grand nombre de gardiens, elle a montré plusieurs défaillances : en 2003, une propriétaire est assassinée dans son appartement ; en 2005, des cambrioleurs ligotent l'architecte Olivier-Clément Cacoub ; un autre cambriolage a lieu en 2008,, ; le footballeur brésilien Thiago Silva y est victime d’un vol avec un préjudice estimé à un million d’euros. Le 12 septembre 2020, un groupe de Gilets jaunes et de manifestants hostiles à l'« oligarchie » réussit à s’introduire dans la villa.
Vincent Bolloré, résident de la villa, y est considéré comme une figure dominante en raison de ses multiples acquisitions immobilières depuis 1983 et de son rôle important dans les décisions collectives, notamment en matière de sécurité avec l'installation de rondes nocturnes privées et d'un nouveau système de vidéosurveillance.

## Résidents célèbres

### Des années 1850 aux années 1950

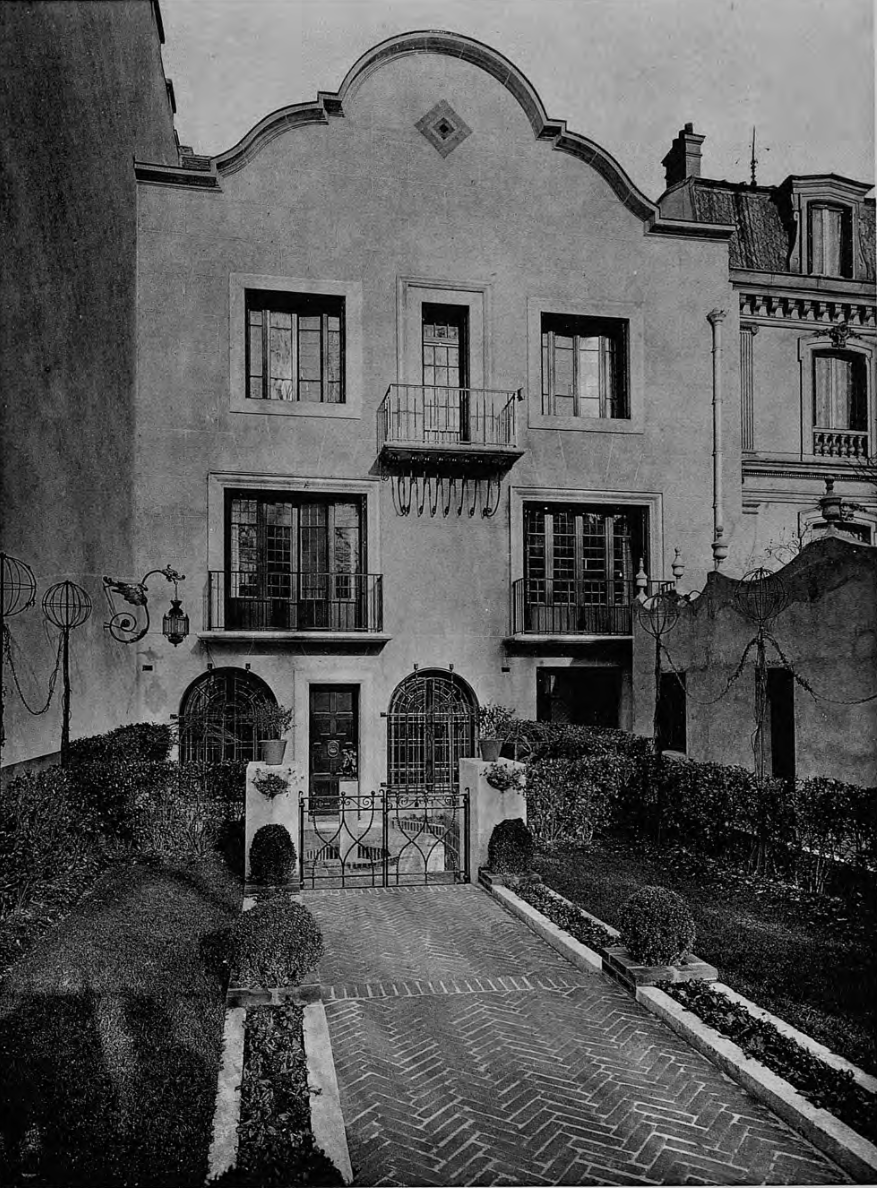
Hôtel particulier de Madame de Rodriguez, en 1926.

En 1867, la concierge de la villa Montmorency est la fille du ciseleur Pierre Gouthière.
Henriette Desportes, qui avait été impliquée dans l'affaire de mœurs qui conduisit au meurtre de la duchesse de Choiseul-Praslin par son mari, en 1847, résida dans la villa.
En 1873, l'écrivain Victor Hugo s'installe trois mois dans une maison de la villa, accompagnant son fils François-Victor, interné à l'institut du docteur Blanche, situé dans le même arrondissement,,.
Au début du XXe siècle, l'écrivain André Gide y fait construire un chalet moderniste, qu'il juge lui-même assez laid, et y mène une vie d’ermite, recevant en 1916 par hasard le poète Guillaume Apollinaire, revenu des tranchées. Après la guerre, ses voisins vont poser des serrures sur les entrées de la villa, officiellement pour prévenir la présence de prostituées à la suite de la destruction de l'enceinte de Thiers toute proche, officieusement pour protester contre Gide, qui laissait les patients de la Fondation italienne, une clinique du quartier désormais fermée, se promener dans les allées,,.
Le philosophe Henri Bergson,, la comédienne Sarah Bernhardt, le polytechnicien et patron de presse Paul Gémon, le peintre et dessinateur de mode Félix Fournery, qui y installa son atelier, les sculpteurs André Vermare (de 1908 à 1916), Paul Roussel et Adrien Bruneau y résidèrent également.

### Depuis les années 1950
- Isabelle Adjani, actrice (de 2003 à 2005)[22],[24]
- Maxime Aiach, fondateur d'Acadomia[5]
- Alain Afflelou, entrepreneur (depuis 2000)[5]
- Jean-Paul Baudecroux, fondateur et actionnaire du groupe NRJ[5]
- Tarak Ben Ammar, homme d'affaires tunisien[5]
- Vincent Bolloré, homme d'affaires et milliardaire (depuis 1983)[5],[25] (avec son ex-compagne Anaïs Jeanneret jusqu'en 2014[26])
- Carole Bouquet, actrice (de 1994 à 2006)[5]
- Jean-Paul Bucher, industriel[5]
- Jean-François de Canchy, haut fonctionnaire[5]
- Grégoire Chertok, banquier (depuis 2010)[13],[5]
- Michel Cicurel, banquier[22]
- Laurent Dassault, industriel[5]
- Dave et Patrick Loiseau[27], chanteur et photographe
- Gérard Depardieu, acteur[22]
- Dominique Desseigne, homme d'affaires (depuis 1997, avec Diane Barrière jusqu'en 2001)[28],[5]
- Céline Dion, chanteuse (de 2008 à 2017)[7],[29]
- Mylène Farmer, chanteuse[26],[5] (jusqu'en 2020[30])
- Alain Goldman, producteur[5]
- Gilles Jacob, critique de cinéma (depuis 1979)[5],[22]
- Arnaud Lagardère, homme d'affaires (à partir de 2006)[26],[5]
- Jean-Pierre Mustier, banquier[31]
- Xavier Niel, dirigeant d'entreprise (de 2005 à 2011)[32],[5]
- Jean-François Roverato, ancien PDG du groupe Eiffage[5]
- Nicolas Sarkozy, homme politique (logé chez Dominique Desseigne en 2007[5])
- Thiago Silva, footballeur brésilien (de 2019 à 2020)[33]
- Georges Tranchant, homme politique et homme d'affaires (à partir de 1984)[13],[5]
- Sylvie Vartan, chanteuse (depuis 1978 ; Johnny Hallyday y habita avec elle)[34],[5],[35]
- Philippe Yacé, homme politique ivoirien, président de l'Assemblée nationale de Côte d'Ivoire de 1960 à 1980, président du Conseil économique et social de 1985 à 1998 (de 1979 à 2004)
- Rika Zaraï, chanteuse et écrivain (de 1984 à 2012)[5]
- Nasser Al-Khelaïfi, homme d'affaires et propriétaire et président du PSG (depuis 2024) (dans la maison qui appartient au club)[réf. nécessaire]

Plusieurs membres de familles d'entrepreneurs ou de riches héritiers possèdent une maison, comme Corinne Bouygues (fille de Francis Bouygues), Wladimir Taittinger (fils de Jean Taittinger) ou Christine de Vaureix (née Vuitton). Une branche de la famille noble Rohan-Chabot y vit dans la seconde moitié du XXe siècle.
Contrairement à ce qui est parfois avancé, Carla Bruni et Nicolas Sarkozy ne résident pas dans la villa Montmorency ; ils habitent une voie mitoyenne, la rue Pierre-Guérin,,.